# Крым, Тоомас
Тоомас Крым (эст. Toomas Krõm; 22 сентября 1971, Таллин) — эстонский футболист, игравший на позиции нападающего. Выступал за сборную Эстонии.

## Биография

### Клубная карьера
Воспитанник таллинского футбола. В 1989 году выступал во второй лиге чемпионата СССР за таллинский «Спорт». В 1992—1993 годах играл в Финляндии. Вернувшись в Эстонию, выступал за «Флору», в её составе выиграл два чемпионских титула и Кубок страны. Покинув «Флору», играл за «Лелле» и «Таллинна Садам», в его составе тоже выиграл Кубок Эстонии. В 1998 году снова играл в Финляндии, за клуб «Яро», и с этим клубом вылетел из высшего финского дивизиона.
В 1999 году присоединился к «Левадии», представлявшей тогда таллинский пригород Маарду. Стал в её составе двукратным чемпионом и обладателем Кубка страны, а также дважды становился лучшим бомбардиром Премьер-Лиги Эстонии, в 1999 и 2000 годах.
В 2002 году завершил карьеру на профессиональном уровне и перешёл в «Нымме Калью», игравший тогда в низших дивизионах. После того, как клуб поднялся в высший дивизион, футболист стал играть за его вторую и третью команды.
Всего в высшем дивизионе Эстонии сыграл 125 матчей и забил 95 голов.

### Карьера в сборной
Крым сыграл 11 матчей за сборную Эстонии за свою карьеру между 1994 и 1996 годами, в том числе пять матчей отборочного турнира чемпионата Европы-1996 и шесть товарищеских игр. Дебютный матч провёл 7 мая 1994 года против сборной США (0:4).

## Достижения
- Чемпион Эстонии (4): 1993/94, 1994/95, 1999, 2000
- Обладатель Кубка Эстонии (4): 1994/95, 1996/97, 1999, 2000
- Лучший бомбардир чемпионата Эстонии: 1999 (19 голов), 2000 (24 гола)